# Francisco Dias da Rocha
Francisco Dias da Rocha (Fortaleza, 23 de Agosto de 1869 - Fortaleza, 22 de julho de 1960) foi um comerciante, pesquisador, professor e cientista brasileiro.

## Biografia
O Professor Dias da Rocha, foi o primeiro filho do negociante português Joaquim Dias da Rocha e Francisca de Paula Rocha, e seus avós paternos eram Maximiano Dias da Rocha e Maria José Pinheiro Chagas, prima legítima do escritor Pinheiro Chagas; e seus avós maternos, o professor Francisco de Paula Cavalcante e Cosma Rufina de Pontes.
Começou seus estudos em 1880 nos colégios São José e Atheneu Cearense, mas teve de os suspender em 1886 para dar um passeio a Europa de onde voltou no ano seguinte. Tinha o propósito de completar os preparatórios para seguir a carreira de Medicina, o que aliás não realizou a conselhos do pai, que via nele o continuador de sua casa comercial. Constrangido, abraçou essa carreira, mas ao mesmo tempo dedicava as horas que lhe sobravam, às leituras das ciências naturais e à aquisição de espécimes da fauna e flora cearenses.

## Museu Rocha

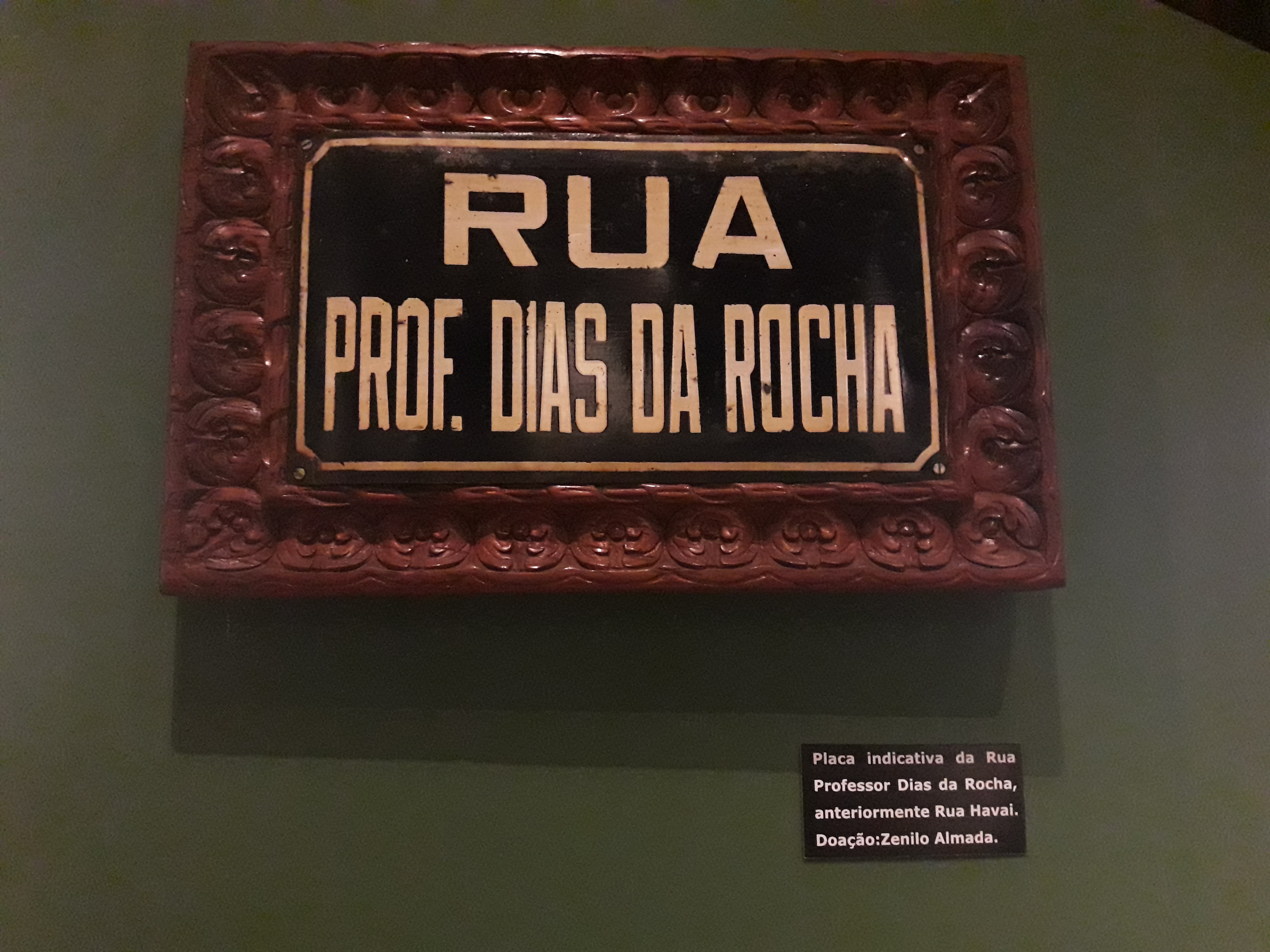
Placa de Dias da Rocha em Exposição no Museu do Ceará

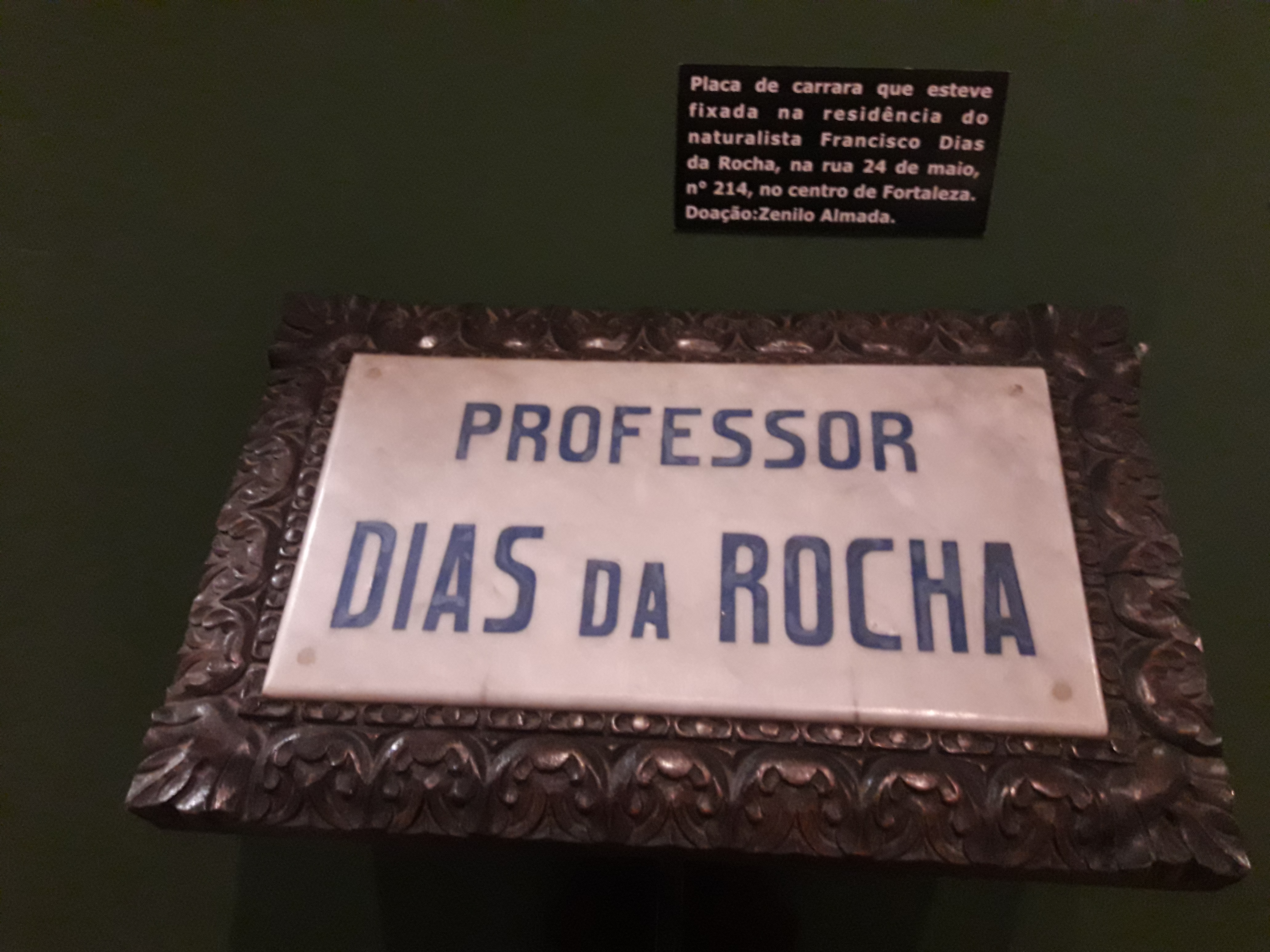
Placa de Dias da Rocha em Exposição no Museu do Ceará

O primeiro museu particular do Ceará foi fundado pelo professor Francisco Dias da Rocha, na própria residência da família, uma casa na esquina da Avenida Tristão Gonçalves (antiga Rua do Trilho de Ferro), com a Rua São Paulo. A partir de 1898, o professor Dias da Rocha deixando o comércio, atividade que exercia até então, entregando-se completamente aos estudos das ciências, e a aquisição de espécimes da fauna e da flora cearense.
De posse dessas coleções organizou um museu a que deu o nome de Museu Rocha, composto das seções de Botânica, Arqueologia, Mineralogia e Zoologia e um jardim com coleções de Fougeras, Cactáceas, Aráceas Cearenses e de muitas outras espécies vegetais nativas. Para maior divulgação do acervo do museu, e  como instrumento de estudo, o professor deu início à publicação do Boletim do Museu Rocha. O primeiro número, correspondente a janeiro, foi distribuído no dia 6 de julho de 1908. 
O Museu Rocha foi instalado na Avenida Tristão Gonçalves, nos prédios n°s 157, 161 e 167, imóveis adquiridos pelo pai de Francisco dias da Rocha, fundado por iniciativa particular e exposto à visitação pública aos domingos, sem que para isso, tenha recebido qualquer subvenção  dos órgãos públicos, para manutenção ou aquisição das coleções. Com o tempo, o Museu Rocha foi agrupando outras coleções às já existentes, ficando com 850 exemplares, considerada a maior coleção da América do Sul. Das coleções constavam peças como animais empalhados, coleções da  fauna cearense, utensílios, adornos indígenas, cachimbos, coleções arqueológicas, variada coleção mineralógica, tudo regional. 
Sessenta anos depois de sua fundação, o Museu Rocha foi desapropriado pelo Governo do Estado do Ceará, subdividindo suas coleções, destinadas a diversos órgãos do Estado, como Secretaria de Agricultura, Escola de Agronomia, Instituto de Educação Justiniano de Serpa, onde se reorganizou o Museu Professor Dias da Rocha, a cargo da professora Adelides Arrais. 
Dias da Rocha foi reconhecido pesquisador da fauna e flora cearense e um dos fundadores da Faculdade de Farmácia e da Escola de Agronomia, da Universidade Federal do Ceará.

## Obra
- Botanica Medica Cearense,[11]

## Homenagens
- Zenilo Almada escreveu um livro sobre o professor Dias da Rocha,[12]
- Hitashi Nomura escreveu sobre o professor,[13]
- Antônio Victor Almada Carvalho escreveu sobre o legado educacional do professor Dias da Rocha,[14]
- Palácio Maçônico em Fortaleza foi nomeado em homenagem a Dias da Rocha,[15]
- Uma rua em Fortaleza homenageia o pesquisador,[16]